# Campora San Giovanni

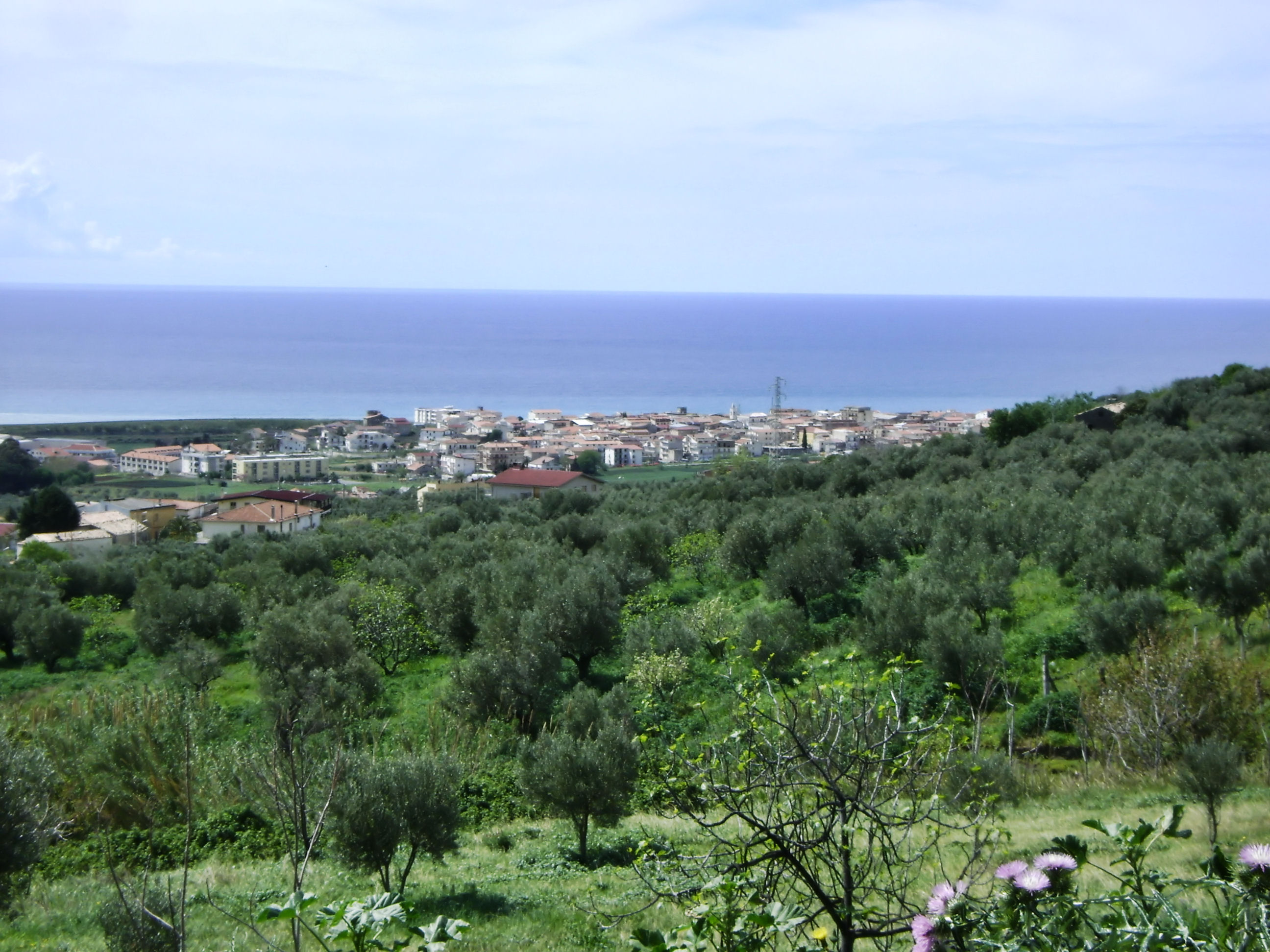
Campora San Giovanni, 2009.

Campora San Giovanni Amantea településrésze (frazione), Cosenza megyében, (Kalábriában). Lakossága mintegy 7340 fő.

## Fekvése
A Tirrén-tenger partján, egy keskeny síkságon fekszik.

## Története
Campora San Giovanni egy viszonylag fiatal település, az első lakosok 1897 és 1899 között telepedtek le itt. Többségük Cletóból érkezett, de jöttek Aiello Calabróból, San Pietro in Amanteából, San Mango d’Aquinóból, Belmonte Calabróból, Lagóból, Longobardiból és Serra d’Aiellóból.
A folyamatos elvándorlás és a második világháború miatt a lakosságszám lecsökkent. Sok lakos más európai államokba vándorolt ki, de célállam volt az USA, Kanada, Ausztrália és Új-Zéland is.
1989 után sokan érkeztek Kelet-Európából, a Magreb-országokból, Szenegálból és még Törökországból is. A bevándorlók elsősorban a mezőgazdaságban (főként a nők) vagy az építőiparban dolgoznak.

## Fő látnivalók
- egy 14. századi őrtorony, helyi dialektusban U Turriune
- az 1956-ban épült San Pietro Apostolo-templom

## Gazdaság
Campora San Giovanni fontos bevételi forrása a mezőgazdaság és a turizmus. A 20. század közepétől termeli a régióban a vörös Tropea-hagymát, amely fontos mezőgazdasági exporttermék. Helyben nyaralóhely létesült. A kikötő 2003-ban épült és a helyet összeköti a Lipari-szigetekkel, a turista infrastruktúra része.

## Közlekedés
Campora San Giovanni la SS 18 állami út mellett fekszik, és vasúttal is elérhető. A Lamezia Terme légikikötő az A3-as úton érhető el, 25 km-re fekszik a városrésztől.

## Részei
| - Augurato - Carratelli - Cologni | - Cozza - Cuccuvaglia - Fravitte | - Gallo - Imbelli - Marano | - Marinella - Mirabelli - Oliva | - Piana Cavallo - Piana Mauri - Principessa | - Ribes - Rubano - Strìttùrì - Villanova |

## Kulturális események

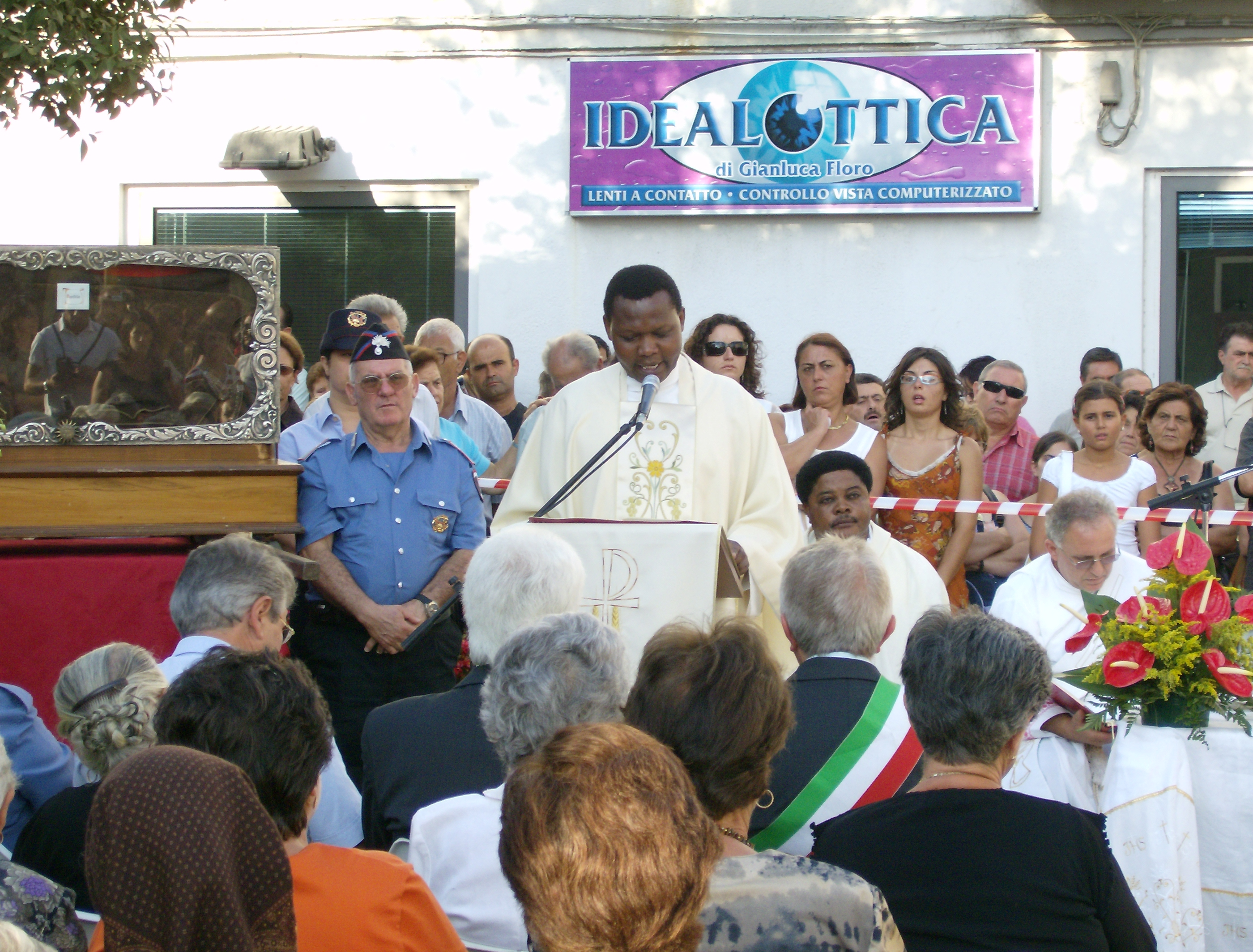
Don Apollinaris Mashughuli a védőszent ünnepén, 2007. szeptember 3-án, Paolai Szent Ferenc halálának 500. évfordulóján

Szeptember 1–3. között tartják a város védőszentjének, Paolai Szent Ferencnek az ünnepét.